# كريس رودريغوس
كريس رودريغوس (بالإنجليزية: Chris Rodrigues)‏ هو عازف قيثارة وموسيقي أمريكي، ولد في 7 يونيو 1989 في آشفيل في الولايات المتحدة.

## وصلات خارجية
- كريس رودريغوس على موقع IMDb (الإنجليزية)
- كريس رودريغوس على موقع ميوزك برينز (الإنجليزية)